# Francisco Gomes de Amorim
Francisco Gomes de Amorim (A Ver-o-Mar, 13 agosto 1827 – Lisbona, 4 novembre 1891) è stato uno scrittore portoghese.
Nacque ad A Ver-o-Mar, un quartiere di Póvoa de Varzim. Fu amico e confidente di Almeida Garrett e visse per molti anni in Brasile. Morì a Lisbona il 4 novembre 1891.

## Opere
- Ódio de penetracion
- Aleijões Socialistas
- Contos Matutinos (1858)
- Efémeros (1866)
- Os Selvagens (1875)
- As Duas Fiandeiras (1881)
- Memórias Biográficas de Garrett (1881-1884)
- O Cedro Vermelho (1874)
- Dicionário de João Fernandes (1878)